# 1289 Кутаїсі
1289 Кутаїсі (1289 Kutaïssi) — астероїд головного поясу, відкритий 19 серпня 1933 року.
Тіссеранів параметр щодо Юпітера — 3,297.